# Ober-Yafi
Das Sultanat Ober-Yafi (arabisch سلطنة يافع العليا, DMG Salṭanat Yāfiʿ al-ʿUlyā, englisch Upper Yafa oder State of Upper Yafa) (Anm.) war ein Staat auf der arabischen Halbinsel, der ab 1903 zum britischen Protektorat Aden gehörte. Ab 1963 war es Teil des Protektorats von Südarabien. 1967 wurde es in die Volksrepublik Südjemen eingegliedert.

## Geschichte
Das gebirgige Hinterland von Aden wird vom Stamm der Yafa’i bewohnt, die im 19. Jahrhundert zwei Sultanate, Ober-Yafi und Unter-Yafi bildeten. Ober-Yafi bestand aus fünf Scheichtümern, die um 1800 unter der Oberherrschaft der Harhara-Dynastie vereinigt wurden.
Im Jahre 1902 legte eine britisch-türkische Grenzkommission die Grenze zwischen dem osmanischen Jemen und den britischen Protektoraten von Aden fest, wobei Ober-Yafi dem britischen Gebiet zugeschlagen wurde. Erst im Jahr darauf wurde ein Protektoratsvertrag zwischen Sultan Qahtan und den Briten abgeschlossen.
Der erste Europäer, der das Gebiet bereiste, war Lieutenant Colonel M. C. Lake (1886–1943), der 1925 aus den Stammeskriegern eine kleine Grenztruppe bildete, um territoriale Streitigkeiten mit dem Imam von Jemen abwehren zu können.
In den Jahren 1955 bis 1957 kam es zu Aufständen gegen die britische Oberherrschaft, die von der Protektoratsmacht niedergeschlagen wurden. Als die Briten 1962 mit der Gründung der pro-britischen Südarabischen Föderation versuchten, aus den kleinen Sultanaten ein gemeinsames Staatswesen zu schaffen, trat Ober-Yafi nicht bei, sondern verblieb als Exklave beim Protektorat von Südarabien. Am 30. November 1967 wurde Ober-Yafi gemeinsam mit den übrigen Sultanaten und der ehemaligen Kronkolonie Aden als Volksrepublik Südjemen unabhängig. Die marxistisch orientierte Regierung des Staates zerschlug die alten Feudalstrukturen und vertrieb den letzten Sultan Ober-Yafis.

## Liste der Sultane
- Qahtan ibn ʿUmar ibn Salih Al Harhara (ca. 1800–1810)
- ʿUmar ibn Qahtan ibn ʿUmar Al Harhara (ca. 1810–1815)
- Qahtan ibn ʿUmar ibn Qahtan Al Harhara (ca. 1815–1840)
- ʿAbd Allah ibn Nasir ibn Salih Al Harhara (ca. 1840–1866)
- al-Husayn ibn Abi Bakr ibn Qahtan Al Harhara (1866–1875)
- Muhammad ibn ʿAli ibn Salih ibn Ahmad Al Harhara (1875–28. April 1895)
- Qahtan ibn ʿUmar ibn al-Husayn Al Harhara (1895–1903)
- Salih ibn ʿUmar ibn al-Husayn Al Harhara (4. Dezember 1903–1913, erste Amtszeit)
- ʿUmar ibn Qahtan ibn ʿUmar Al Harhara (1913–1919)
- Salih ibn ʿUmar ibn al-Husayn Al Harhara (1919–1927, zweite Amtszeit)
- ʿUmar ibn Salih ibn ʿUmar Al Harhara (1927–1948)
- Muhammad ibn Salih ibn ʿUmar Al Harhara (1948–29. November 1967)

## Postgebiet
Das Sultanat richtete 1967 einen eigenen Postdienst ein und gab zwischen dem 30. September und dem 29. November 1967 insgesamt 94 Briefmarken mit der Aufschrift State of Upper Yafa / South Arabia heraus.
Die Marken sind meist europäischen Kunstwerken oder Sportereignissen gewidmet. Sie wurden in New York von der Agentur M. Sellinger produziert und direkt an Sammler verkauft. Es existierte eine Postagentur in al-Mahdschaba. Auffallend ist, dass es trotz der kurzen Verwendungszeit von knapp zwei Monaten für ein so kleines Postgebiet relativ viele echt gelaufene Briefe gibt. Inzwischen sind mehr als 70 Briefe bekannt, die sowohl die gezähnten als auch die geschnittenen Marken als Frankatur zeigen.
In den 2000er Jahren gab eine angebliche Exil-Regierung von Upper Yafa mit Sitz in Auckland, Neuseeland, Schwindelausgaben heraus.